# KeePass
KeePass Password Safe es un gestor de contraseñas que permite proteger las distintas contraseñas de forma segura.
Oficialmente soporta los sistemas operativos MacOS y Linux a través del uso de Mono. Además, existen versiones no oficiales para dispositivos Windows Phone, Android, iOS y BlackBerry.
KeePass almacena nombres de usuario, contraseñas y otros campos, incluyendo notas de forma libre y archivos adjuntos, en un archivo encriptado. Este archivo puede ser protegido por cualquier combinación de una contraseña maestra, un archivo de claves y los detalles de la cuenta actual de Windows. Por defecto, la base de datos del KeePass se almacena en un sistema de archivos local (en contraposición al almacenamiento en la nube).
KeePass soporta varios plugins. Tiene un generador de contraseñas y una función de sincronización, soporta la autenticación de dos factores y tiene un modo de Escritorio Seguro. Puede utilizar una función de ofuscación de tipo automático de dos canales para ofrecer protección adicional contra los registradores de teclas. KeePass puede importar desde más de otros 30 gestores de contraseñas más utilizados.
Un artículo de 2017 de Consumer Reports describió a KeePass como uno de los cuatro administradores de contraseñas más utilizados (junto con 1Password, Dashlane y LastPass), siendo "popular entre los entusiastas de la tecnología" y ofreciendo el mismo nivel de seguridad que los competidores no libres, pero siendo más difícil de instalar[...].

## Importación y exportación
La lista de contraseñas se guarda por defecto como un archivo .kdbx, pero se puede exportar a TXT, HTML, XML y CSV.  XML se puede utilizar en otras aplicaciones y reimportar en el KeePass mediante un plugin. CSV es compatible con muchas otras cajas fuertes de contraseñas como el Password Keeper comercial de código cerrado y el Password Agent de código cerrado. Además, los CSV pueden ser importados por aplicaciones de hoja de cálculo como Microsoft Excel u OpenOffice/LibreOffice Calc.
El soporte de formato de archivo puede ser expandido a través del uso de los plugins de KeePass.

## Soporte multiusuario
El KeePass permite el acceso y los cambios simultáneos a un archivo de contraseñas compartido por parte de varios ordenadores (a menudo utilizando una unidad de red compartida), sin embargo no hay aprovisionamiento de acceso por grupo o por entrada. A partir de mayo de 2014, no hay plugins disponibles para añadir el apoyo de aprovisionamiento para varios usuarios, pero existe un servidor de contraseñas propietario (Pleasant Password Server) que es compatible con el cliente KeePass e incluye el aprovisionamiento.

## Auto-escribir, teclas de acceso directo globales de auto-escribir
El KeePass puede minimizarse a sí mismo y escribir la información de la entrada actualmente seleccionada en diálogos, formularios web, etc. El KeePass tiene una tecla de acceso directo global de auto-escritura. Cuando el KeePass se ejecuta en segundo plano (con la base de datos abierta) y el usuario pulsa la tecla de acceso directo, busca la entrada correcta y ejecuta su secuencia de auto-escritura. Todos los campos, como el título, el nombre de usuario, la contraseña, la URL y las notas, se pueden arrastrar y soltar en otras ventanas.
El manejo del portapapeles de Windows permite hacer doble clic en cualquier campo de la lista de contraseñas para copiar su valor al portapapeles de Windows. KeePass puede borrar el portapapeles automáticamente algún tiempo después de que el usuario haya copiado una de sus contraseñas en él. KeePass ofrece protección contra los monitores del portapapeles (otras aplicaciones no recibirán notificaciones de que el contenido del portapapeles ha sido cambiado). [cita necesaria]
El KeePass tenía en un momento dado una función de "pegar una vez", en la que tras una única operación de pegado, el portapapeles se borraba automáticamente, pero ésta se eliminó en la versión 2.x debido a la incompatibilidad y a la insuficiente eficacia.

## Generador de contraseñas incorporado
KeePass tiene un generador de contraseñas incorporado que genera contraseñas aleatorias. La siembra aleatoria se puede hacer a través de la entrada del usuario (movimiento del ratón y entrada aleatoria del teclado).

## Criptografía

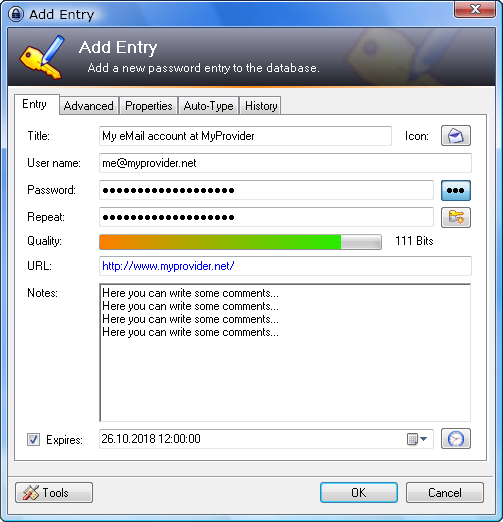
Captura de pantalla del proceso en KeePass "Agregar una nueva contraseña".

### Seguridad en tiempo de ejecución
Según el autor de la utilidad, KeePass fue una de las primeras utilidades de gestión de contraseñas en utilizar controles de edición de contraseñas con seguridad mejorada, en este caso uno llamado CSecureEditEx. El autor hace varias afirmaciones con respecto a la seguridad del control y su resistencia a las utilidades de revelación de contraseñas; sin embargo, el autor no cita ni hace referencia a ninguna prueba de terceros del control para corroborar las afirmaciones de su seguridad.
Las contraseñas están protegidas en la memoria mientras se ejecuta el KeePass. En Windows Vista y versiones posteriores, las contraseñas se cifran en la memoria del proceso mediante la API de protección de datos de Windows, que permite almacenar la clave para la protección de la memoria en un área de memoria segura y no intercambiable. En los sistemas Windows anteriores, KeePass vuelve a utilizar el cifrado ARC4 con una clave de sesión temporal y aleatoria.

### Seguridad offline
El acceso a la base de datos está restringido por una contraseña maestra o un archivo de claves. Ambos métodos pueden combinarse para crear una "clave maestra compuesta". Si se utilizan ambos métodos, ambos deben estar presentes para acceder a la base de datos de contraseñas. La versión 2.x del KeePass introduce una tercera opción, que depende del usuario actual de Windows. El KeePass cifra la base de datos con los cifrados simétricos AES (Advanced Encryption Standard) o Twofish. La base de datos kdbx está encriptada con AES en modo CBC/PKCS7 sin autenticación adecuada, ya que sólo hay hashes SHA2 que protegen la integridad del texto cifrado, mientras que éstos podrían atrapar una típica corrupción de archivos que no evitarán la manipulación maliciosa. AES es la opción predeterminada, y Twofish está disponible en 1.x, pero no en la versión 2.x. Sin embargo, un plugin separado proporciona Twofish como algoritmo de cifrado. A partir de la versión 2.35 también está disponible el cifrado ChaCha20.